# Media Life Magazine
Media Life Magazine es una revista/periódico en línea que empezó en mayo de 1999 por Gene Ely. La publicación cubre todos los aspectos de los medios de comunicación.